# Juan Sebastián Elcano
Juan Sebastián Elcano (Getaria, Guipúscoa, 1476 — Oceano Pacífico, 4 de agosto de 1526) foi um navegador e explorador espanhol. Completou a primeira circum-navegação do mundo organizada e iniciada por Fernão de Magalhães. Elcano assumiu o comando da expedição após a morte de Magalhães em 1521 nas Filipinas e comandou a nau Victoria, o único navio a retornar a Espanha após dar a volta ao mundo. Em 1525 partiu para a segunda volta ao mundo liderada por Loaísa, enviado para reclamar as Molucas para o rei Carlos I da Espanha, vindo a morrer de escorbuto no Oceano Pacífico.

## Biografia
Juan Sebastián Elcano era um dos três filhos de Domingo Sebastián Elcano I e Catalina del Puerto. Cresceu na província basca de Guipúzcoa, Espanha, o centro da indústria pesqueira basca. Aos vinte anos, encontrou trabalho a transportar soldados espanhóis em barcos, embora sem dúvida tivesse ido para o mar muito antes. Dois anos depois, arranjou trabalho no estrangeiro num navio que transportava forças espanholas e material para o Norte de África.
Combateu na sob as ordens de Gonzalo Fernández de Córdoba, na península Itálica, e em 1509 juntou-se à expedição espanhola organizada pelo cardeal Francisco Jiménez de Cisneros contra Argel. Quando completou 23 anos, Elcano tornou-se dono e capitão do seu próprio navio mas devido problemas financeiros fugiu para Sevilha, onde frequentou a escola da Casa da Contratación, aprendeu a sua arte de navegação e tornou-se piloto. Estabeleceu-se em Sevilha e tornou-se capitão de navio mercante. 
Após violar a lei espanhola ao entregar um navio a banqueiros genoveses como pagamento de uma dívida, Elcano procurou o perdão do rei Carlos I de Espanha inscrevendo-se como oficial na expedição de liderada por Fernão de Magalhães às Molucas em 1519. Depois de participar num motim falhado nas costas da Patagônia foi poupado por Fernão de Magalhães. Após cinco meses de duro trabalho foi feito capitão do navio. Quando Fernão de Magalhães morreu, Elcano assumiu o comando, tornando-se o primeiro homem a completar a viagem por mar à volta da Terra. 
A circum-navegação começou na Espanha em 1519 e voltou início de setembro de 1522 depois de viajar 42 000 milhas, das quais 22 000 milhas desconhecidas da tripulação. A nau Victoria, comandada por Elcano, juntamente com outros 17 sobreviventes da expedição de 240 homens e 4 asiáticos continuou a viagem cruzando os oceanos Índico e Atlântico. Aportaram em Sanlúcar de Barrameda em 8 de setembro de 1522. Elcano foi premiado com um brasão de armas por Carlos I da Espanha, com um globo com o lema: Primus circumdedisti me (em latim, "O primeiro a circundar-me"), e uma pensão anual. 
Em 1525 Elcano regressou ao mar, participando expedição Loaísa enviados para reclamar as Molucas para o rei Carlos I da Espanha, na segunda volta ao mundo. Nomeado para capitanear um dos sete navios junto com García Jofre de Loaísa, ambos — Elcano e Loaísa entre muitos dos marinheiros, morreram de escorbuto no Oceano Pacífico. Os sobreviventes chegaram ao seu destino e alguns conseguiram voltar a Espanha, completando a segunda circum-navegação da história.